# Сніжниця
Сні́жниця — явище льодового режиму річки, що відбувається у період замерзання річки, як правило відразу ж після заберегів. Сніжниця характеризується наявністю снігу у воді, який пливе грудкуватими скупченнями по поверхні річища у вигляді крихкої маси, подібної до вати. Сніжниця виникає після великих снігопадів, ще до замерзання річки. З часом змінюється на сало.

## Інші значення
- Сніжни́цею часто називають заметіль[1][2].